# Trimanongarivo
Trimanongarivo (zm. prawdopodobnie w 1718) – władca sakalawskiego królestwa Menabe na Madagaskarze, syn i następca Andriandahifotsi.
Tron zdobył dzięki zwycięstwu w walkach z braćmi. Z sukcesami walczył z sąsiadami, utrzymywał również dobre stosunki z białymi handlarzami. 